# Химик (стадион, Дзержинск)
Стадио́н «Хи́мик» — стадион в российском городе Дзержинске Нижегородской области. Домашняя арена местного футбольного клуба «Химик».
Стадион находится в самом центре Дзержинска на улице Урицкого. На стадионе изначально было три трибуны: западная, восточная и северная. На южной стороне расположен административный корпус.
Поле с искусственным покрытием оснащено жидкостным подогревом и системой дренажа. Установлена система искусственного освещения — 1000 люкс.
В 2008 году западная трибуна стадиона была оборудована индивидуальными пластиковыми сидениями, было установлено современное монохромное видеотабло (6 x 3 м), модернизирована система искусственного освещения.
В 2016—2018 годах за счёт федеральных средств проходили работы по масштабной реконструкции стадиона в рамках подготовки объекта и прилегающих территорий спорткомплекса к предполагаемому использованию его во время чемпионата мира по футболу 2018 года в качестве базы для одной из команд-участниц мундиаля. Было создано современное футбольное поле с натуральным покрытием, построено одноэтажное здание административно-бытового корпуса, сборно-разборная трибуна на 500 мест. Территория объекта была оснащена системами видеонаблюдения, безопасности и контроля доступа, отремонтированы другие здания стадиона и проведено благоустройство прилегающей территории. Всего, с учётом произведённой закупки обслуживающей техники, инвентаря и прочего оборудования, было освоено более 130 миллиона рублей.
В июне 2018 года появилась информация о грядущей ещё одной реконструкции, в ходе которой стадион «планируется преобразовать в современный спортивный объект».
Ранее, в 2014 году, декларировались намерения снести стадион и построить новый по уже имевшемуся эскизу, прошедшему рассмотрение в администрации города.

## Адрес
- Россия, Нижегородская область, г. Дзержинск, улица Урицкого, д. 1.